# Coptoeme rotundicollis
Coptoeme rotundicollis là một loài bọ cánh cứng trong họ Cerambycidae.